# Lin Yu-ting
Lin Yu-ting (chiń. 林郁婷; pinyin Lín Yùtíng; ur. 13 grudnia 1995 w Taoyuan) – tajwańska bokserka, mistrzyni olimpijska, złota medalistka mistrzostw świata oraz igrzysk azjatyckich, dwukrotna mistrzyni Azji. Występowała w kategoriach od 48 kg do 57 kg.

## Kariera
Boks zaczęła uprawiać w 2008. W 2012 wystąpiła na mistrzostwach świata w Qinhuangdao w kategorii do 48 kg. Przegrała w pierwszej rundzie z Tajką Chuthamatą Raksatą 8:13. W następnym roku na młodzieżowych mistrzostwach świata w Albenie zdobyła złoty medal w kategorii do 51 kg, pokonując w finale Turczynkę Nerimanę Istık 3:0. Podczas igrzysk azjatyckich w 2014 w Inczonie uległa w pierwszej walce Filipince Josie Gabuco 0:2. Na mistrzostwach świata następnego roku zdołała awansować do drugiej rundy, lecz tam przegrała z Kanadyjką Mandą Bujold. W 2016 podczas mistrzostw świata w Astanie przegrała w ćwierćfinale z Angielką Nicolą Adams.
W 2017 w Ho Chi Minh zajęła pierwsze miejsce w kategorii do 54 kg, pokonując w finałowym pojedynku z Wietnamką Lê Thị Bằng 5:0. Wcześniej w półfinale była lepsza od Indianki Shikshy oraz w ćwierćfinale od Mjanmarki Nwe Ni Oo. W 2018 zdobyła brązowy medal na igrzyskach azjatyckich w Dżakarcie w kategorii do 51 kg. W półfinale uległa Chince Chang Yuan 1:4. W listopadzie 2018 zdobyła złoty medal w kategorii do 54 kg podczas mistrzostw świata w Nowym Delhi, wcześniej zwyciężając w ćwierćfinale z Tajką Peamwilaią Laopeamą i w półfinale z Australijką Kristą Harris pokonała w finale Stojkę Petrową z Bułgarii 4:1.
Podczas mistrzostw Azji w Bangkoku w 2019 zdobyła drugi złoty medal mistrzostw Azji. Tym razem wygrała w finale z Tajką Nilawan Techasuep. W półfinale jej przeciwniczka Yodgoroy Mirzaeva nie przystąpiła do walki, przegrywając przez walkower. Był to jedyny złoty medal zdobyty na tych zawodach przez reprezentantów Chińskiego Tajpej. W październiku wzięła udział na mistrzostwach świata w Ułan Ude, zdobywając brązowy medal po porażce w półfinale z Rosjanką Ludmiłą Woroncową.
W 2023 podczas mistrzostw świata w Nowym Delhi IBA zdyskwalifikowała zawodniczkę oraz algierską bokserkę Imane Khelif. Wskutek tej decyzji Lin została pozbawiona brązowego medalu i nagrodzono nim bułgarską zawodniczkę Swetłaną Stanewą. W oświadczeniu IBA stwierdzono, że zawodniczka ,,nie przeszła badania na poziom testosteronu, ale została poddana odrębnemu i uznanemu testowi, którego szczegóły pozostają poufne". Prezes federacji Umar Kremlow stwierdził, że wykryto u Lin, jak i Imane Khelif kariotyp XY. 
Podczas paryskiej konferencji IBA sekretarz federacji Chris Roberts poinformował, że były robione dwa testy: w 2022 w Turcji, (lecz wyniki były nierozstrzygalne) i w 2023 w Indiach. Na tej samej konferencji Umar Kremlow twierdził, że zawodniczki miały wysoki testosteron, lecz Roberts w wywiadzie dla BBC zaprzeczył tej informacji, jakoby takie testy były robione. Przedstawiciele IBA twierdzili, że oba badania zostały przeprowadzone przez dwa różne laboratoria akredytowane przez World Anti-Doping Agency (WADA). Przedstawiciel WADA zaprzeczył jakoby nadzorowali testy na płeć.  
Wyniki badań zostały przekazane Międzynarodowemu Komitetowi Olimpijskiemu, lecz rzecznik organizacji określił proces testowania wadliwym i podważa wiarygodność IBA jako organizacji. 
Według Tseng Tzu-chiang, trenera zawodniczki, złożona została apelacja do decyzji IBA, lecz została ona odrzucona. W oświadczeniu z 31 lipca i 1 sierpnia federacja stwierdziła, że nie było żadnej apelacji. 
Po powrocie na Tajwan Lin Yu-ting przeszła w marcu kolejne badania przeprowadzone przez Komitet Medyczny Olimpijskiej Rady Azji i uznano, że może dalej startować z kobietami, po czym wzięła udział w Igrzyskach Azjatyckich w Hangzhou, gdzie zdobyła złoty medal.
Międzynarodowy Komitet Olimpijski stanął w obronie pięściarki, uznając, że zarówno Lin, jak i Imane Khelif są kobietami, jak również zawodniczki taekwondo Chiang Chiao-wen i Chen I-hsuan twierdząc, że bywały wspólnie z Lin w saunie. Głos zabrał także dawny nauczyciel bokserki wspominając ją jako ,,słodką i delikatną małą dziewczynkę".  
Podczas igrzysk olimpijskich w Paryżu (2024) Yu-ting zwyciężyła po pokonaniu Julii Szeremety w finałowym pojedynku w kategorii do 57 kg. Dzięki temu zwycięstwu stała się pierwszą tajwańską bokserką, która zdobyła złoty medal olimpijski.